# Langdysse von Raklev

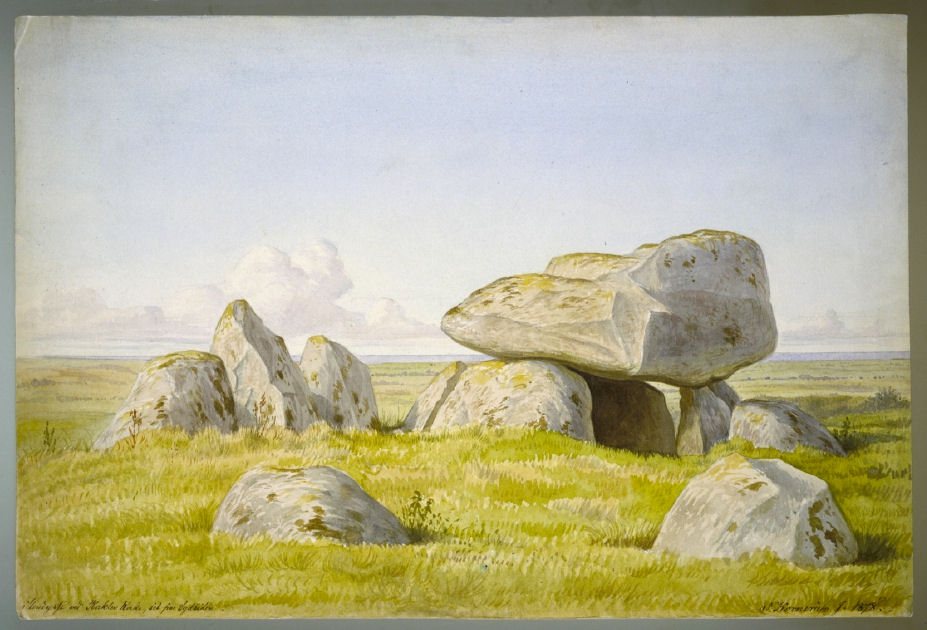
Raklev Underdysse, Aquarell von 1878

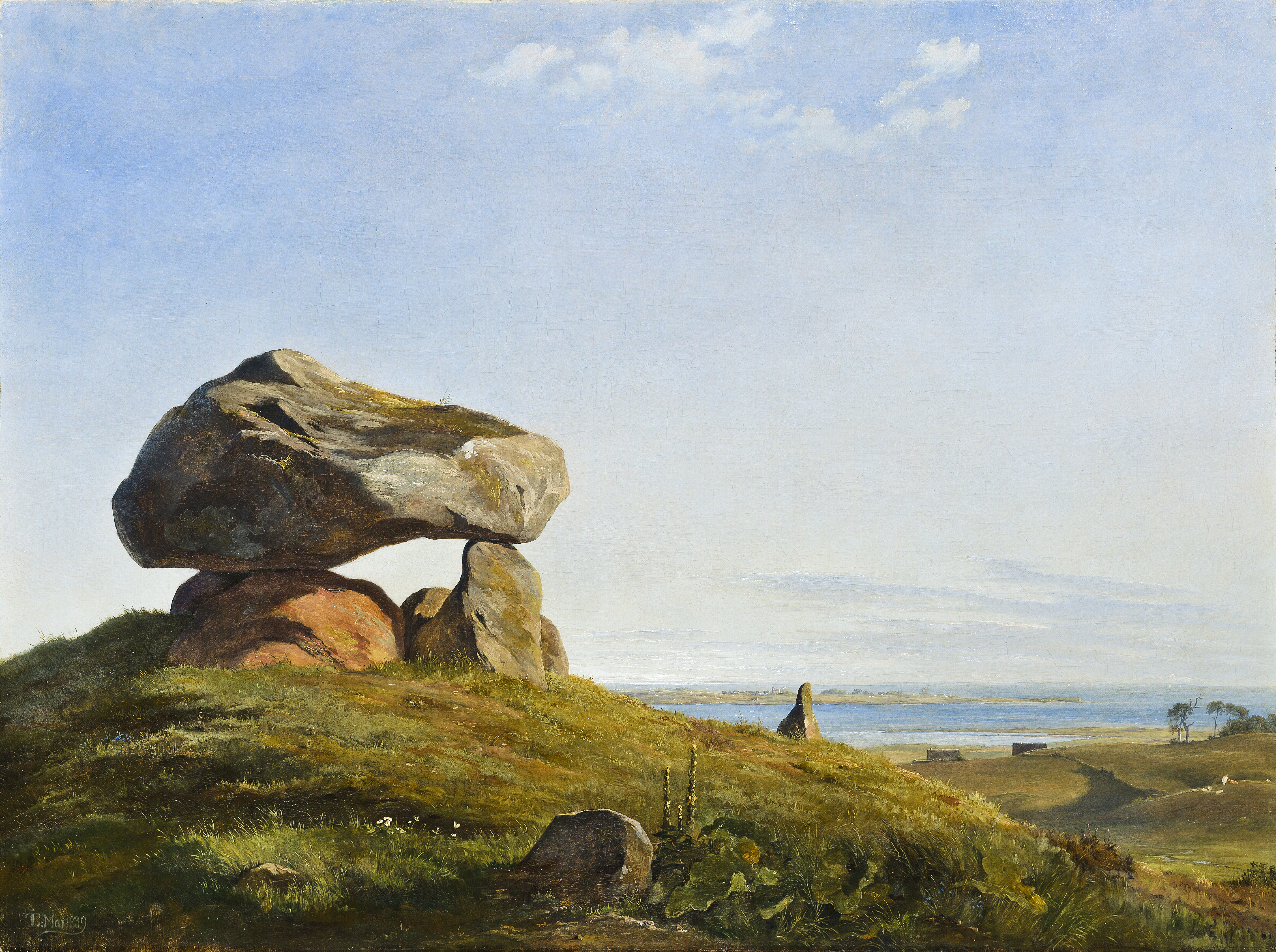
Raklev dysse – Aquarell von Johan Thomas Lundbye

Der Langdysse von Raklev ist ein Hünenbett mit Resten dreier etwa West-Ost-orientierter Dolmen in Raklev, einem Vorort von Kalundborg auf der Insel Seeland in Dänemark. Die Anlage entstand zwischen 3500 und 2800 v. Chr. als Großsteingrab der Trichterbecherkultur (TBK). 
Das Hünenbett des Langdysse hat nur vereinzelte Randsteine. Die am besten erhaltene Kammer hat zwei erhaltene Tragsteine und einen Endstein. Ein Deckstein(teil) mit Schälchen liegt neben der Kammer und zeigt Spuren von Sprengversuchen. Auf dem Hünenbett stehen drei große Steine etwa 40 bis 50 cm hoch aus dem Erdreich, die Reste ehemaliger Kammern darstellen. 
Im Ort befinden sich auch der Raklev Vriedysse, ein Urdolmen, die Raklev Underdyssen, ein weiterer Langdolmen mit drei Kammern, der Nostrup Runddysse (auch Kildekærgaard), der Slåenhøj sowie der Raklev Troldedysse.